# SchWSM Ismailowo Moskau
Der SchWSM Ismailowo Moskau (russisch ШВСМ Измайлово Москва, auch ShVSM Izmailovo Moskau) ist ein Sportverein der Leistungssport-Akademie Moskau aus dem gleichnamigen Stadtteil. Der 2001 auf Betreiben der Stadtregierung gegründete Verein unterhält Abteilungen hauptsächlich im olympischen Ballsportarten wie Badminton, Basketball, Fußball, Hockey, Tischtennis, Rugby, Volleyball und Wasserball, des Weiteren auch Schach und Behindertensport.

## Fußball
Den Plan eine städtische Frauenfußballmannschaft zu initiieren entwickelte sich über drei Jahre. Im Oktober 2006 beschloss der Kongress von Moskomsporta in seiner Zielsetzung zur Entwicklung des Hauptstadtfußballs die Gründung der Mannschaft. Diese wurde unter das Dach der Leistungssport-Akademie Moskau gestellt. Das Team wurde der höchsten russischen Liga zugeteilt, wo es seit der Saison 2007 am Spielbetrieb teilnimmt.
| Saison | Platz | Sp. | g  | u | v | Tore  | Pkt. | Pokal |
| ------ | ----- | --- | -- | - | - | ----- | ---- | ----- |
| 2007   | 5     | 16  | 6  | 2 | 8 | 26-31 | 20   | 1/8   |
| 2008   | 6     | 16  | 5  | 3 | 8 | 15-23 | 18   | 1/4   |
| 2009   | 4     | 12  | 5  | 2 | 5 | 15-12 | 17   | 1/2   |
| 2010   | 4     | 24  | 12 | 5 | 7 | 38-33 | 41   | 1/2   |

## Hockey

### Herren
| Europapokalbilanz Herren Feld |                    |        |       |            |
| Jahr                          | Wettbewerb         | Niveau | Platz | Ort        |
| 1987                          | Club Champions Cup | 1      | 5     | Terrassa   |
| 1991                          | Cup Winners Trophy | 2      | 2     | Espoo      |
| 1993                          | Cup Winners Cup    | 1      | 7     | Birmingham |
| 2011                          | Euro Hockey League | 1      | VR 24 | Eindhoven  |
| 2013                          | Euro Hockey League | 1      | VR 24 | Barcelona  |

Die Geschichte des Hockeyherrenteams reicht zurück bis 1968, als der Hockeyclub Fili gegründet wurde. Dieser spielte in der höchsten sowjetischen Liga, gewann zweimal den Landespokal der UdSSR und stellte für das Nationalteam, das 1980 bei den olympischen Sommerspielen die Bronzemedaille erreichte, vier Spieler. Auch 1988 bei den olympischen Spielen in Seoul spielten wieder vier Fili-Vertreter für die UdSSR. 1987 errang der Club beim EuroHockey Club Champions Cup im spanischen Terrassa den 5. Platz, 1991 bei der EuroHockey Cup Winners Trophy im finnischen Espoo den 2. Platz und 1993 beim EuroHockey Cup Winners Cup in Birmingham Position sieben. Zwischen 1991 und 1995 wurde Fili einmal Vizemeister und einmal Dritter der russischen Meisterschaft. Danach bekam der Club keine Möglichkeit am Meisterschaftsbetrieb teilzunehmen. 2005 bildete sich auf der Basis des Fili-Teams eine Mannschaft bei Stroitel Moskau, die bis 2008 nicht über den 4. Platz der Meisterschaft hinauskam. Seit 2008 ist die Mannschaft unter dem Dach des SchWSM Ismailowo, wurde 2010 Vizemeister und qualifizierte sich für die Euro Hockey League 2010/11, schied dort aber nach Niederlagen gegen den belgischen KHC Dragons und Titelverteidiger Uhlenhorster HC bereits nach der Vorrunde aus.

### Damen
Die Damenmannschaft spielt in der höchsten russischen Liga. Sie vertrat Russland 2007 bei der EuroHockey Club Champions Trophy im Hallenhockey und erreichte dort den 6. Platz. Beim gleichen Wettbewerb wurde das Team 2010 beim Feldhockey Dritter.

## Schach
Die ehemalige Schachweltmeisterin Alexandra Konstantinowna Kostenjuk ist die prominenteste Vertreterin der Schachsektion.